# 奇克利加斯塔縣

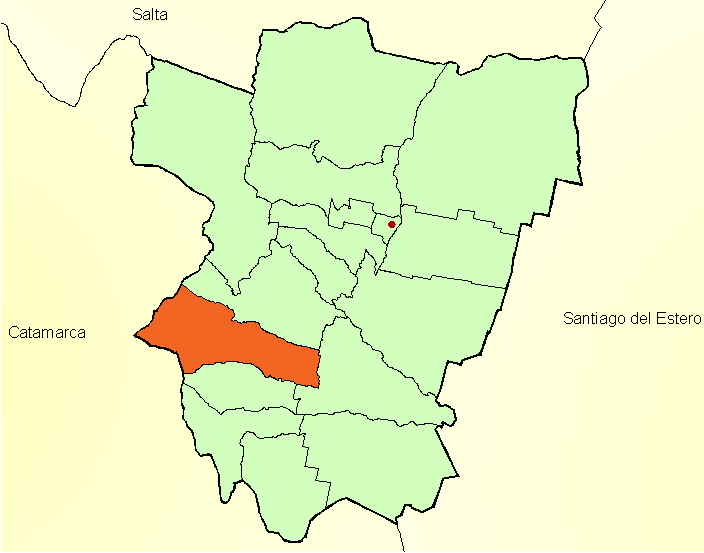

27°20′45″S 65°35′34″W / 27.34583°S 65.59278°W
奇克利加斯塔縣（西班牙語：Departamento Chicligasta），是阿根廷的縣份，位於該國北部圖庫曼省，首府設於康塞普西翁，面積1,267平方公里，2010年人口80,735，人口密度每平方公里63.72人。